# Cathédrale Saint-André d'Amalfi
La cathédrale Saint-André-Apôtre (cattedrale di Sant'Andrea ou Duomo di Amalfi en italien) est la plus importante église de la commune d'Amalfi, en Campanie (Italie). Elle est dédiée au premier apôtre André.     

## Histoire
À l'origine, le site était occupé par deux basiliques. La première correspondait au dôme ancien érigé par le duc Manson Ier d'Amalfi autour de l’an mil ; la seconde construite dans la moitié du XIe siècle était plus vaste avec un transept. À cette époque, les offices se tenaient en même temps dans les deux édifices cultuels, comme dans toutes les églises paléochrétiennes de la Campanie.  
L'ensemble est transformé dans les premières décennies du XIIIe siècle par l'archevêque Matteo Capuano et le cardinal Pierre de Capoue qui unirent les deux lieux de culte en une seule basilique. D'autres agrandissements et reconstructions se déroulèrent entre les XVIe et XVIIIe siècles pour lui donner sa structure actuelle.

## Le complexe monumental
Il comprend : 
- le cloître du Paradis: c'est l'ancien cimetière des nobles d'Amalfi qui fut réalisé entre 1266 et 1268 dans lequel on peut admirer le charme des arcs croisés soutenus par 120 petites colonnes en style oriental, un petit jardin méditerranéen, plusieurs sarcophages remontant à la seconde moitié du IIe siècle, et des petites chapelles funéraires ornées de fresques datées du IIIe et IVe siècle. On accède au fond à la basilique du crucifix en passant à travers la chapelle des Corsano avec ses fresques du XIVe siècle.
- la basilique du Crucifix : aujourd'hui formée d'une seule nef en style roman, depuis que la nef de gauche fut sacrifiée pour bâtir le Cloître du Paradis et la nef de droite détruite pour laisser place à la nouvelle cathédrale, elle est admirable de ses fresques datant du XIVe et XVe siècle et de la galerie des femmes rajoutée au Xe siècle dont l'ensemble rappelle le charme mystérieux d'une mosquée chrétienne
- le musée diocésain : maintenant la basilique abrite un musée créé en 1996 pour recueillir les plus importants trésors de la cathédrale (mitres, calices, reliques, argenteries, statues, tableaux)
- la crypte : en y accédant depuis la basilique on découvre les reliques du corps de saint André, apôtre de Jésus qui a évangélisé le pourtour de la mer Noire, la Crimée et quelques régions de la Grèce. Crucifié à Patras, son corps fut transféré d'abord à Constantinople et après à Amalfi en 1208 par l'intermédiaire du cardinal Pierre de Capoue, légat pontifical pendant la 4e croisade. Sous l'autel un coffre contient une fiole en cristal contenant une huile miraculeuse, appelée manne. En effet, depuis 1304, excepté une période d'arrêt au XVIe siècle, les reliques la produisent chaque année les jours spécifiquement associés au saint et aux dates marquantes du diocèse.  
- la cathédrale : 

### Extérieur

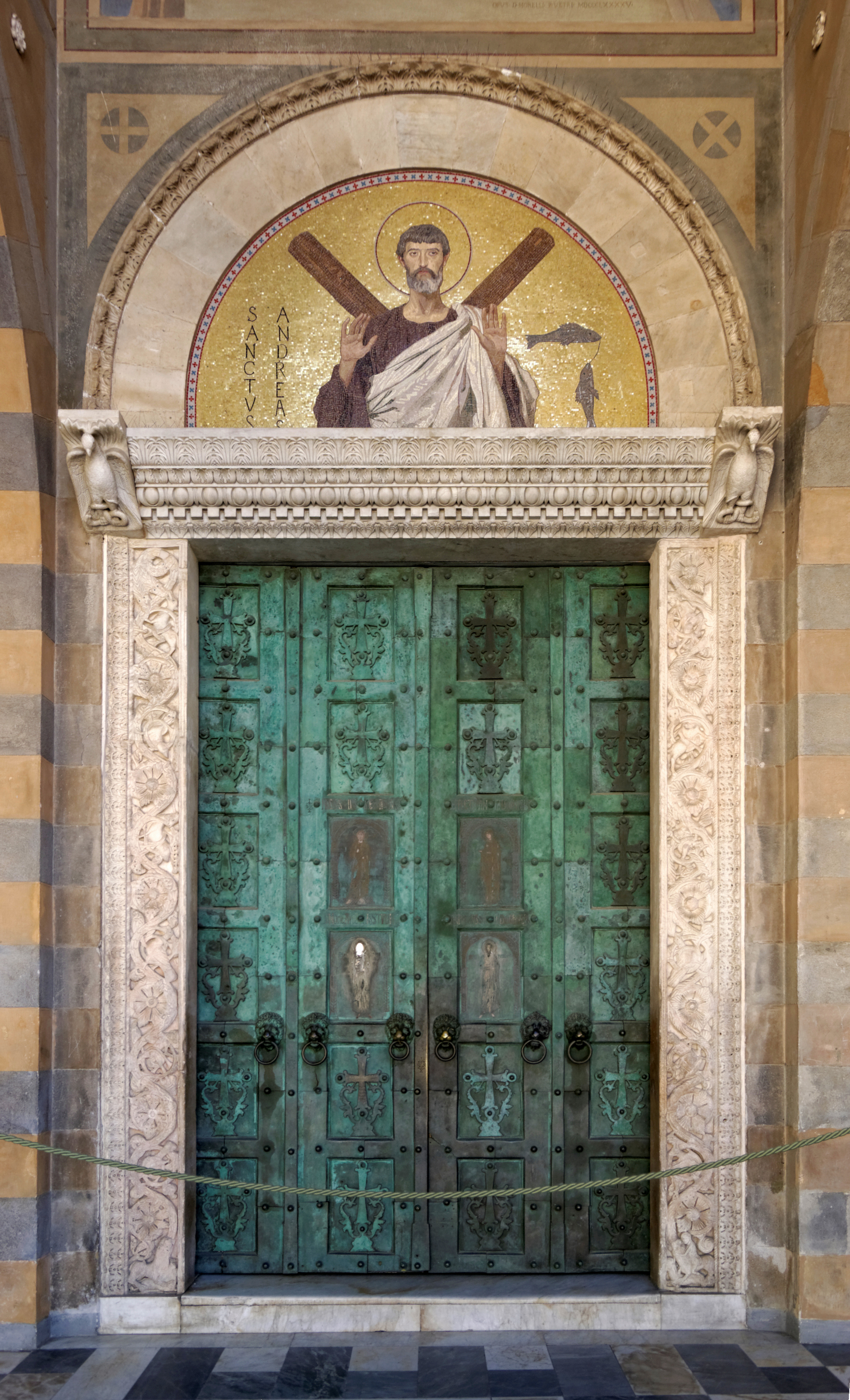
Le portail de bronze.

La façade actuelle a été construite au XIXe siècle par Enrico Alvino aidé par un groupe d'architectes, après l'écroulement présumé de l'originale. Le projet d'Alvino se présente avec une façade néogothique précédée par un  couloir qui relie le campanile, le cloître du Paradis et la chapelle du Crucifix.
Le portail majeur présente une lunette peinte d'une fresque de Domenico Morelli  assisté de Paolo Vetri, et une porte en bronze, coulée à Constantinople.

### Intérieur
Réaménagé en style baroque, il présente un plan basilical avec transept et abside, et le tout est revêtu de marbre. Les nefs sont couvertes par un plafond à caissons. Au-dessus du maître-autel se trouve une grande toile représentant  l'apôtre André, saint patron d'Amalfi, des pêcheurs et des marins.

### Le campanile
Il existe depuis 1180 et son érection se termine au siècle suivant. Au XVIIIe siècle, il est restauré puis successivement modifié. L'extérieur est composé d'un étage de fenêtres géminées et d'un étage de fenêtres trilobées, avec un couronnement arabisant recouvert de faïence jaune et vert.